# 공룡 선생 (영화)
공룡 선생은 1992년 공개된 대한민국의 영화이다.

## 캐스팅
- 이경영 : 영웅 역
- 박형준 : 지섭 역
- 이규준 : 재인 역
- 송상은 : 민호 역
- 김동휘 : 동주 역

## 수상
- 1992년 제3회 춘사영화상
  - 심사위원특별상 - 미디아트